# Olympische Sommerspiele 2012/Teilnehmer (Belize)
| Gelbes Symbol für Goldmedaillen mit stilisierten Olympischen Ringen | Graues Symbol für Silbermedaillen mit stilisierten Olympischen Ringen | Braundes Symbol für Bronzemedaillen mit stilisierten Olympischen Ringen |
| ------------------------------------------------------------------- | --------------------------------------------------------------------- | ----------------------------------------------------------------------- |
| —                                                                   | —                                                                     | —                                                                       |

Belize nahm in London an den Olympischen Spielen 2012 teil. Es war die insgesamt elfte Teilnahme an Olympischen Sommerspielen. Die Belize Olympic and Commonwealth Games Association nominierte drei Athleten in zwei Sportarten.

## Flaggenträger
Der Leichtathlet Kenneth Medwood trug die Flagge Belizes während der Eröffnungsfeier.

## Teilnehmer nach Sportarten

### Judo
| Athleten         | Wettbewerb       | 1. Runde | 1. Runde | Achtelfinale   | Achtelfinale | Viertelfinale | Viertelfinale | Hoffnungsrunde Halbfinale | Hoffnungsrunde Halbfinale | Halbfinale    | Halbfinale    | Hoffnungsrunde Finale | Hoffnungsrunde Finale | Finale        | Finale        | Rang |
| Athleten         | Wettbewerb       | Gegner   | Ergebnis | Gegner         | Ergebnis     | Gegner        | Ergebnis      | Gegner                    | Ergebnis                  | Gegner        | Ergebnis      | Gegner                | Ergebnis              | Gegner        | Ergebnis      | Rang |
| ---------------- | ---------------- | -------- | -------- | -------------- | ------------ | ------------- | ------------- | ------------------------- | ------------------------- | ------------- | ------------- | --------------------- | --------------------- | ------------- | ------------- | ---- |
| Männer           |                  |          |          |                |              |               |               |                           |                           |               |               |                       |                       |               |               |      |
| Eddermys Sanchez | Klasse bis 66 kg | -        | -        | Miklós Ungvári | 000-100      | ausgeschieden | ausgeschieden | ausgeschieden             | ausgeschieden             | ausgeschieden | ausgeschieden | ausgeschieden         | ausgeschieden         | ausgeschieden | ausgeschieden | 17   |

### Leichtathletik
| Athleten        | Wettbewerb   | Vorlauf | Vorlauf | Halbfinale    | Halbfinale    | Finale        | Finale        | Rang |
| Athleten        | Wettbewerb   | Zeit    | Rang    | Zeit          | Rang          | Zeit          | Rang          | Rang |
| --------------- | ------------ | ------- | ------- | ------------- | ------------- | ------------- | ------------- | ---- |
| Frauen          |              |         |         |               |               |               |               |      |
| Kaina Martinez  | 100 m        | 11,89 s | 8       | ausgeschieden | ausgeschieden | ausgeschieden | ausgeschieden | 51   |
| Männer          |              |         |         |               |               |               |               |      |
| Kenneth Medwood | 400 m Hürden | 49,78 s | 4       | 49,87 s       | 5             | ausgeschieden | ausgeschieden | 17   |